# كينت ناكامورا
كينت ناكامورا (باليابانية: 中村 健人) (مواليد 1 سبتمبر 1997) هو لاعب كرة قدم ياباني.

## وصلات خارجية
- كينت ناكامورا على موقع رابطة كرة القدم اليابانية للمحترفين (اليابانية)
- كينت ناكامورا على موقع Soccerway.com (الإنجليزية)